# Burgsvik

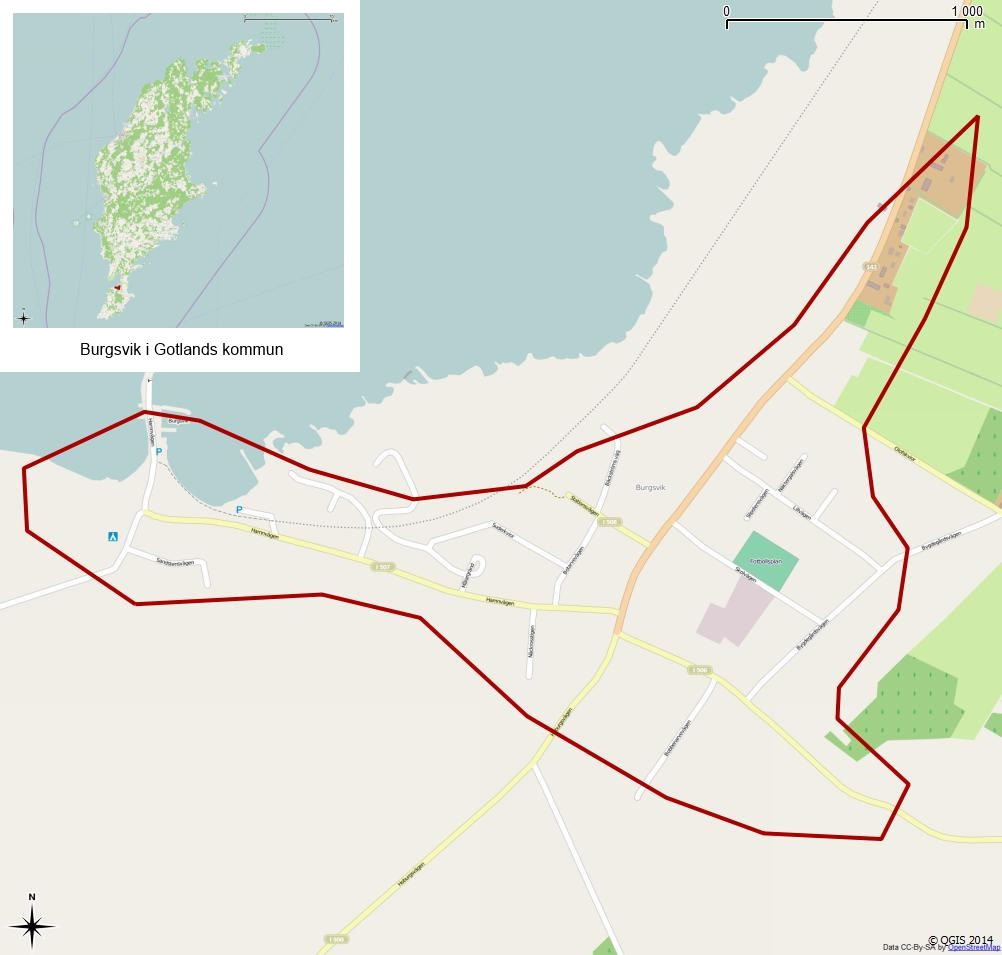
Tätorten Burgsviks avgränsning 1990.

Burgsvik [bɵ̌ʂvɪk] är en tätort i Gotlands kommun i Gotlands län, belägen sju och en halv mil söder om Visby.
Burgsvik ligger i Öja socken på södra Gotland.

## Historik
Hamnen i Burgsvik byggdes 1876 som utskeppningshamn för bryn- och slipstenar i sandsten. Den bygges ut 1927-1928. En lotsstation inrättades även vid den närbelägna fyren Valar.
Från 1908 och till järnvägens nedläggande 1960 var Burgsvik den södra ändstationen på Gotlands järnväg (GJ), Lärbro-Visby-Roma-Burgsvik, som förstatligades 1948. 

### Befolkningsutveckling
| Befolkningsutvecklingen i Burgsvik 1960–2020 | Befolkningsutvecklingen i Burgsvik 1960–2020 | Befolkningsutvecklingen i Burgsvik 1960–2020 | Befolkningsutvecklingen i Burgsvik 1960–2020 | Befolkningsutvecklingen i Burgsvik 1960–2020 |
| -------------------------------------------- | -------------------------------------------- | -------------------------------------------- | -------------------------------------------- | -------------------------------------------- |
|                                              |                                              |                                              |                                              |                                              |
| År                                           |                                              |                                              | Folkmängd                                    | Areal (ha)                                   |
| 1960                                         | 1960                                         |                                              | 379                                          |                                              |
| 1965                                         | 1965                                         |                                              | 336                                          |                                              |
| 1970                                         | 1970                                         |                                              | 325                                          |                                              |
| 1975                                         | 1975                                         |                                              | 347                                          |                                              |
| 1980                                         | 1980                                         |                                              | 362                                          |                                              |
| 1990                                         | 1990                                         |                                              | 399                                          | 90                                           |
| 1995                                         | 1995                                         |                                              | 362                                          | 91                                           |
| 2000                                         | 2000                                         |                                              | 335                                          | 91                                           |
| 2005                                         | 2005                                         |                                              | 347                                          | 91                                           |
| 2010                                         | 2010                                         |                                              | 338                                          | 94                                           |
| 2015                                         | 2015                                         |                                              | 335                                          | 127                                          |
| 2020                                         | 2020                                         |                                              | 344                                          | 129                                          |
|                                              |                                              |                                              |                                              |                                              |